# Bheramara
Bherāmāra är en ort i Bangladesh.   Den ligger i provinsen Khulna, i den centrala delen av landet, 150 kilometer väster om huvudstaden Dhaka. Bherāmāra ligger 19 meter över havet och antalet invånare är 38 159.
Terrängen runt Bherāmāra är mycket platt. Runt Bherāmāra är det mycket tätbefolkat, med 1 177 invånare per kvadratkilometer.. Närmaste större samhälle är Kushtia, 18,7 kilometer sydost om Bherāmāra. 
Trakten runt Bherāmāra består till största delen av jordbruksmark.